# Wimitz (Gemeinde Frauenstein)
Wimitz ist eine Ortschaft in der Gemeinde Frauenstein im Bezirk Sankt Veit an der Glan in Kärnten. Die Ortschaft hat 33 Einwohner (Stand 1. Jänner 2024).

## Lage
Die Ortschaft liegt im Norden der Gemeinde Frauenstein, etwa 9 km nördlich des Bezirkshauptorts Sankt Veit an der Glan.
Die Ortschaft erstreckt sich ab der Propstenmühle (Wimitz 18) über mehr als 4 km Länge hinweg talaufwärts im Tal der Wimitz. Überwiegend liegt sie auf dem Gebiet der Katastralgemeinde Leiten, zwei Häuser liegen in der Katastralgemeinde Kraig.
In der Ortschaft werden folgende Hofnamen geführt:
Wallner (Nr. 6), Fischer (Nr. 8), Rachlhammer (Nr. 9), Rachlmühle (Nr. 12), Rachl (Nr. 14), Schwarzenbacher (Nr. 15) und Propstenmühle (Nr. 18). Zur Ortschaft gehören auch der Wimitzwirt und die Wimitz Brauerei.

## Geschichte
Der Ortschaftsname Wimitz wurde nach Gründung der Ortsgemeinden Mitte des 19. Jahrhunderts nicht einheitlich für verschiedene Siedlungsbereiche im Tal der Wimitz verwendet. Die Gliederung in die drei Ortschaften Wimitz, Innere Wimitz und Äußere Wimitz gibt es in ihrer heutigen Bedeutung erst seit Mitte des 20. Jahrhunderts.

## Bevölkerungsentwicklung
Für die Ortschaft ermittelte man folgende Einwohnerzahlen:
- 1961: 19 Häuser, 87 Einwohner[2]
- 1991: 15 Häuser, 41 Einwohner[3]
- 2001: 16 Gebäude (davon 11 mit Hauptwohnsitz) mit 17 Wohnungen und 12 Haushalten; 47 Einwohner und 4 Nebenwohnsitzfälle[4]
- 2011: 15 Gebäude, 33 Einwohner[5]

In der Ortschaft gibt es 2 Arbeitsstätten (Stand 2011; 2001: 0) und 2 land- und forstwirtschaftliche Betriebe (Stand 2001).

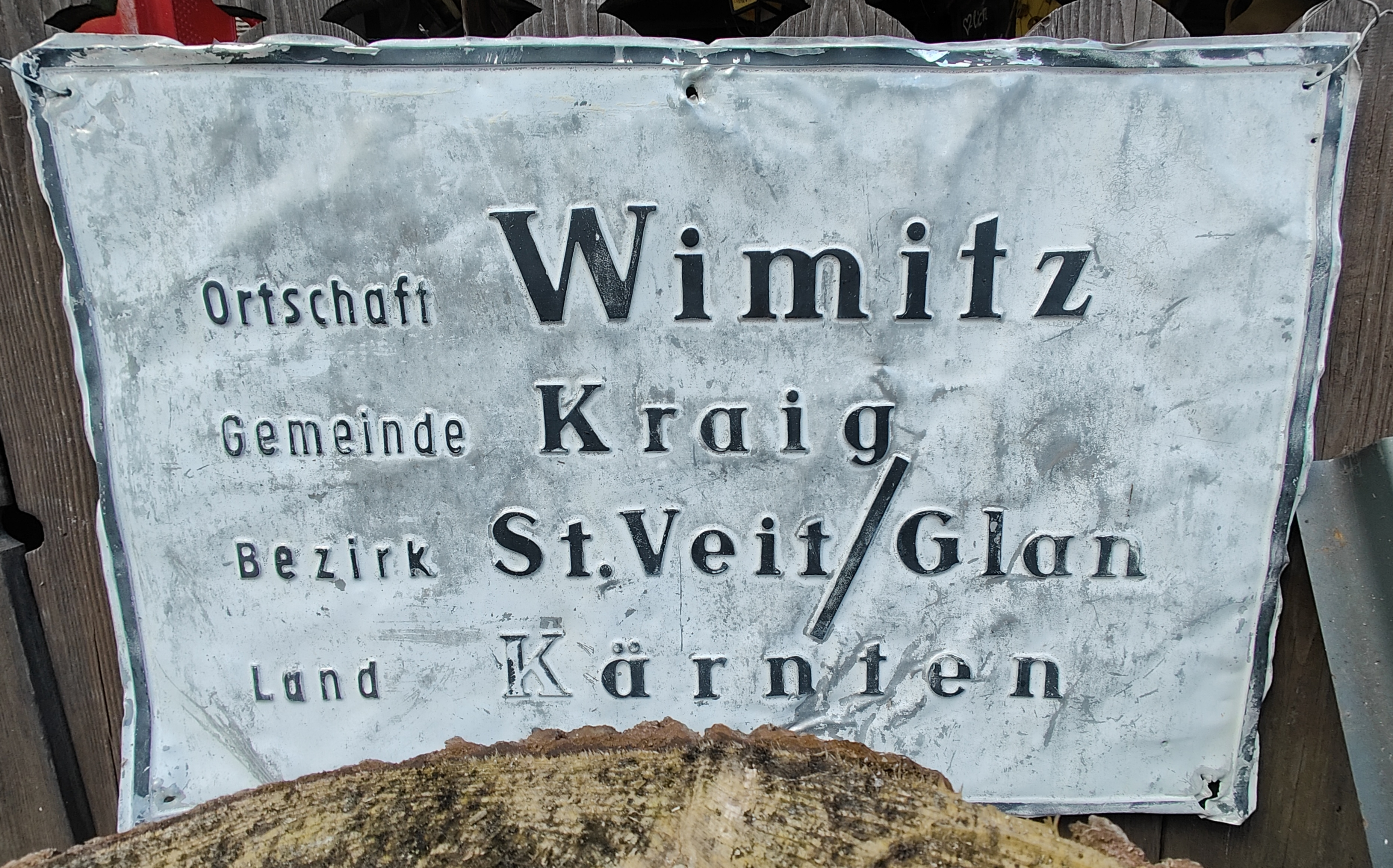
Historische Ortschaftstafel Wimitz
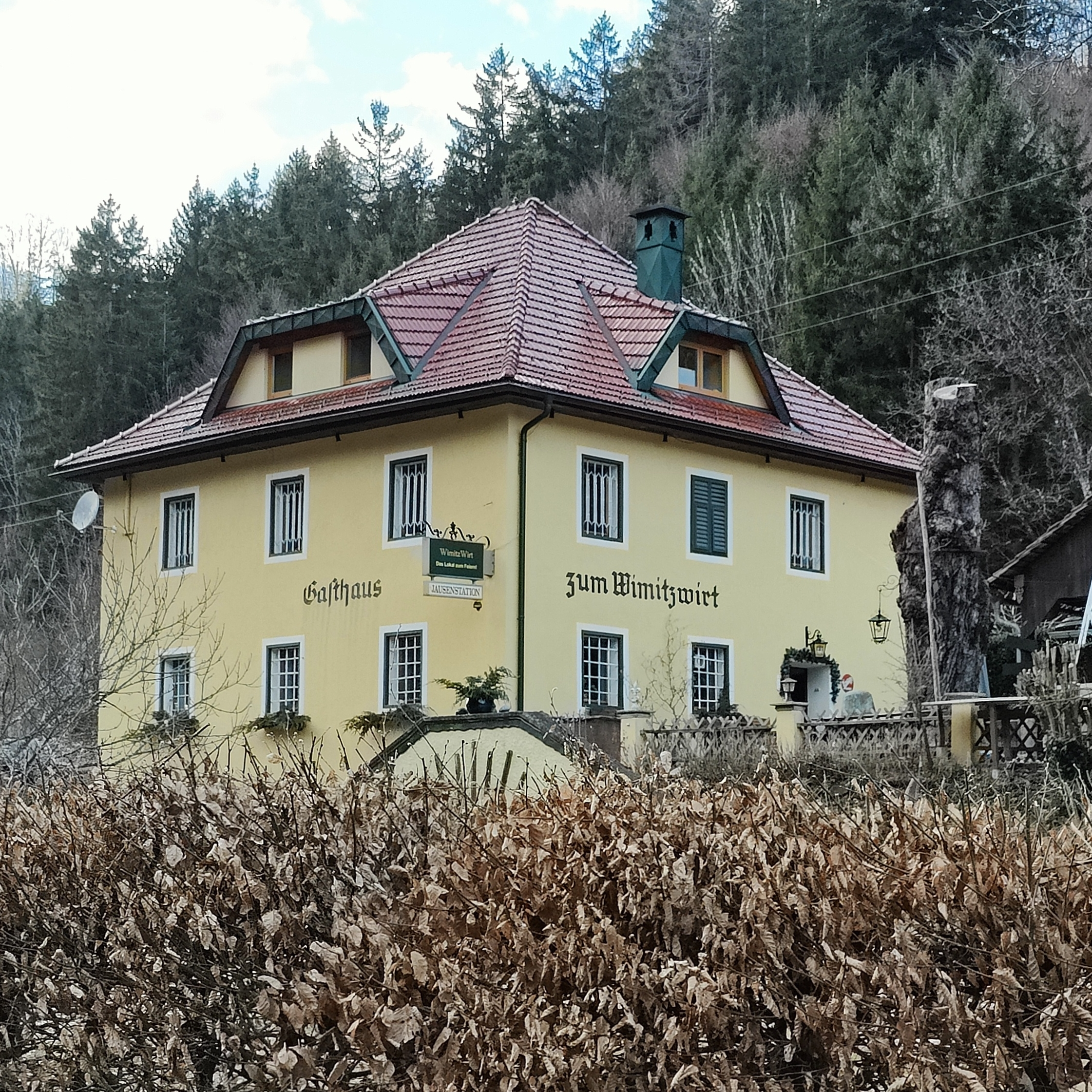
Wimitzwirt (Wimitz Nr. 10)
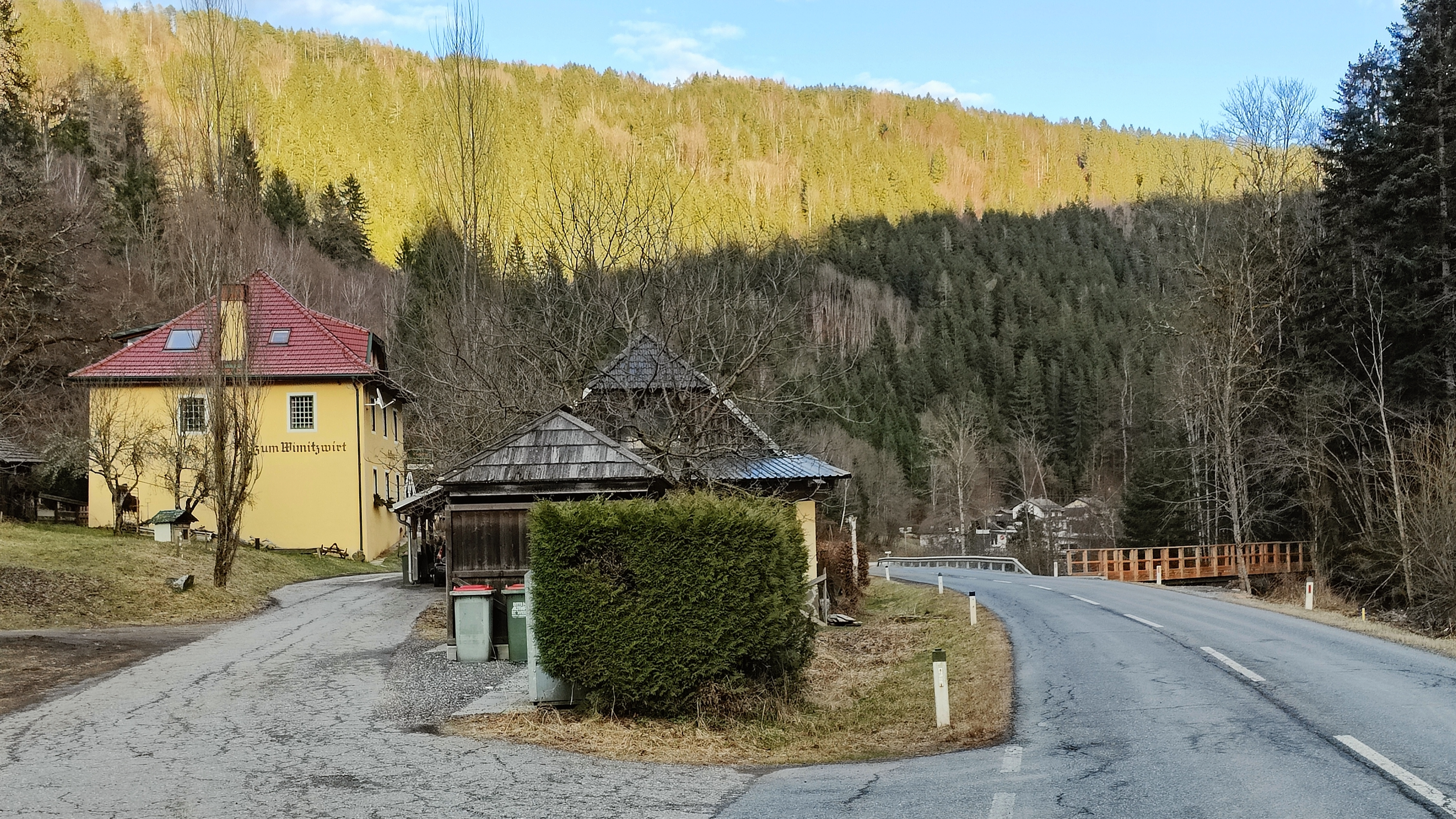
Wimitz beim Wimitzwirt
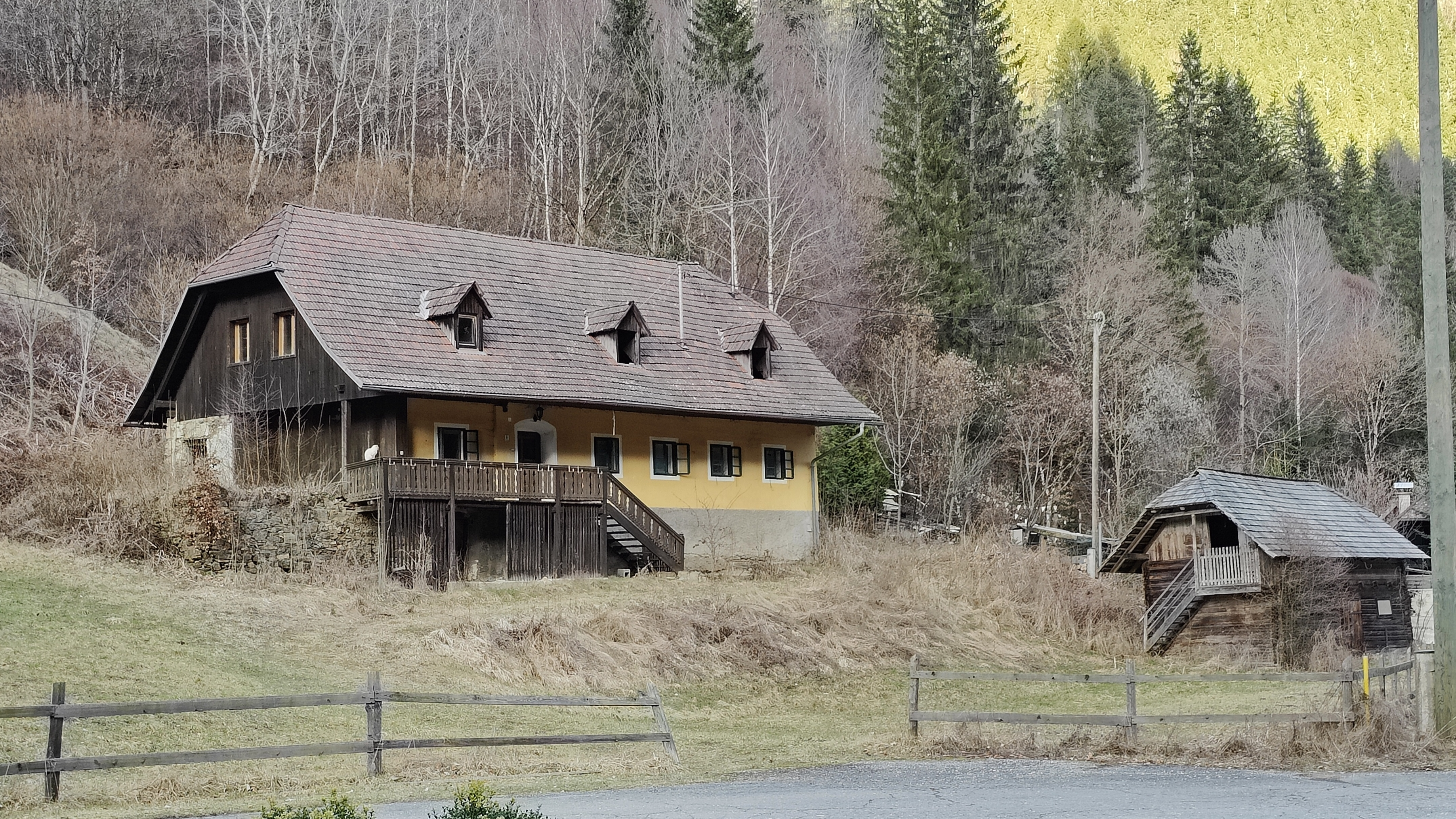
Wimitz Nr. 9 (Rachelhammer)
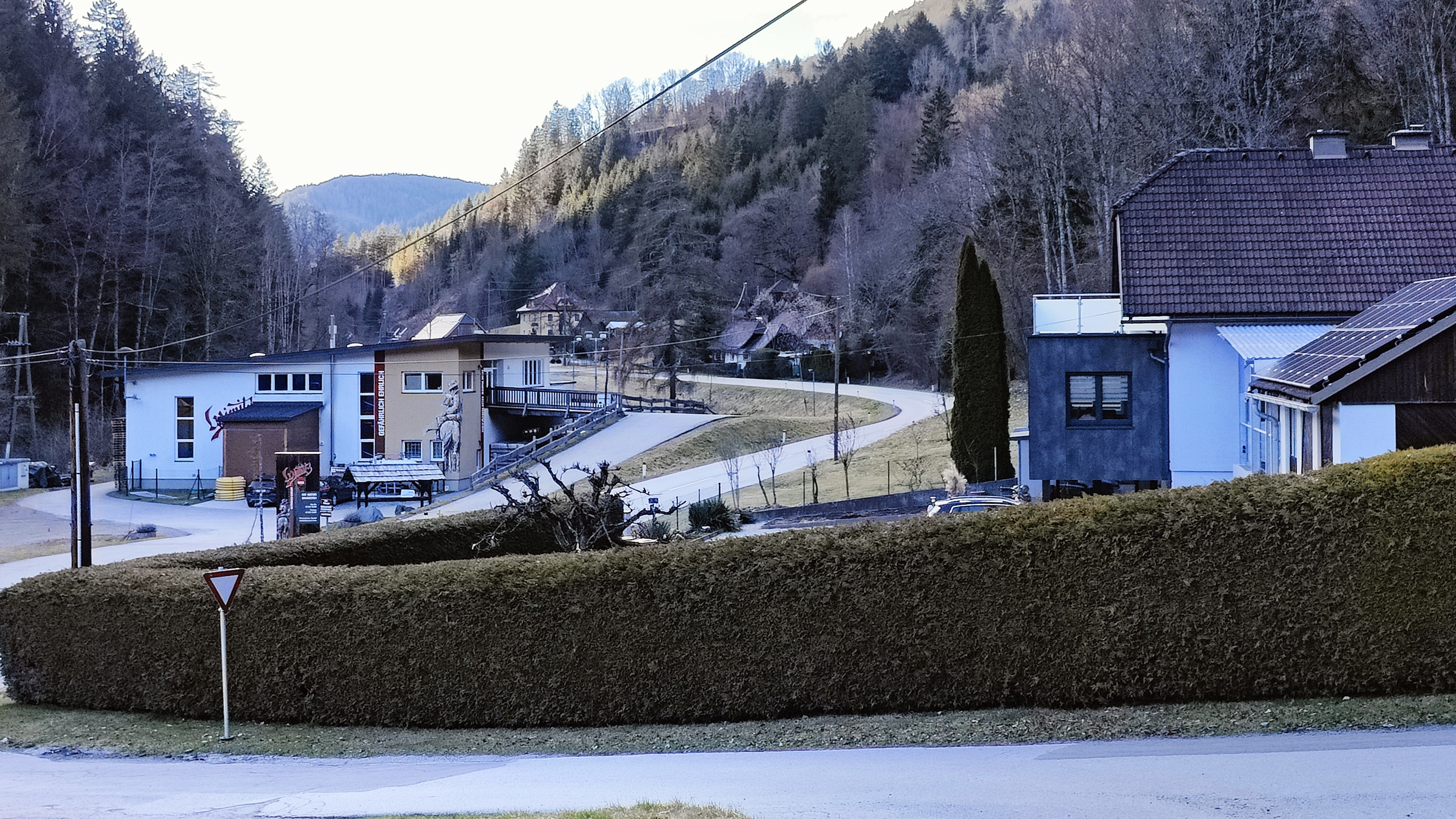
Wimitz